# Cladonia stricta
Cladonia stricta är en lavart som först beskrevs av och som fick sitt nu gällande namn av William Nylander. 
Cladonia stricta ingår i släktet Cladonia och familjen Cladoniaceae. Inga underarter finns listade i Catalogue of Life.
I den svenska databasen Dyntaxa används istället namnet Cladonia uliginosa för samma taxon. Arten är reproducerande i Sverige.